# 聖巴特利爵主教座堂 (墨爾本)
圣巴德利爵主教座堂（St Patrick's Cathedral）是天主教墨尔本总教区的主教座堂。哥特复兴式风格。
1974年，教宗保禄六世将其封为宗座圣殿。1986年，教宗若望保禄二世来此访问。
该堂为传统的东西轴线，祭台位于东端，拉丁十字平面。圣巴特利爵主教座堂是澳大利亚最高的教堂，其次是墨尔本圣公会的圣保罗座堂。

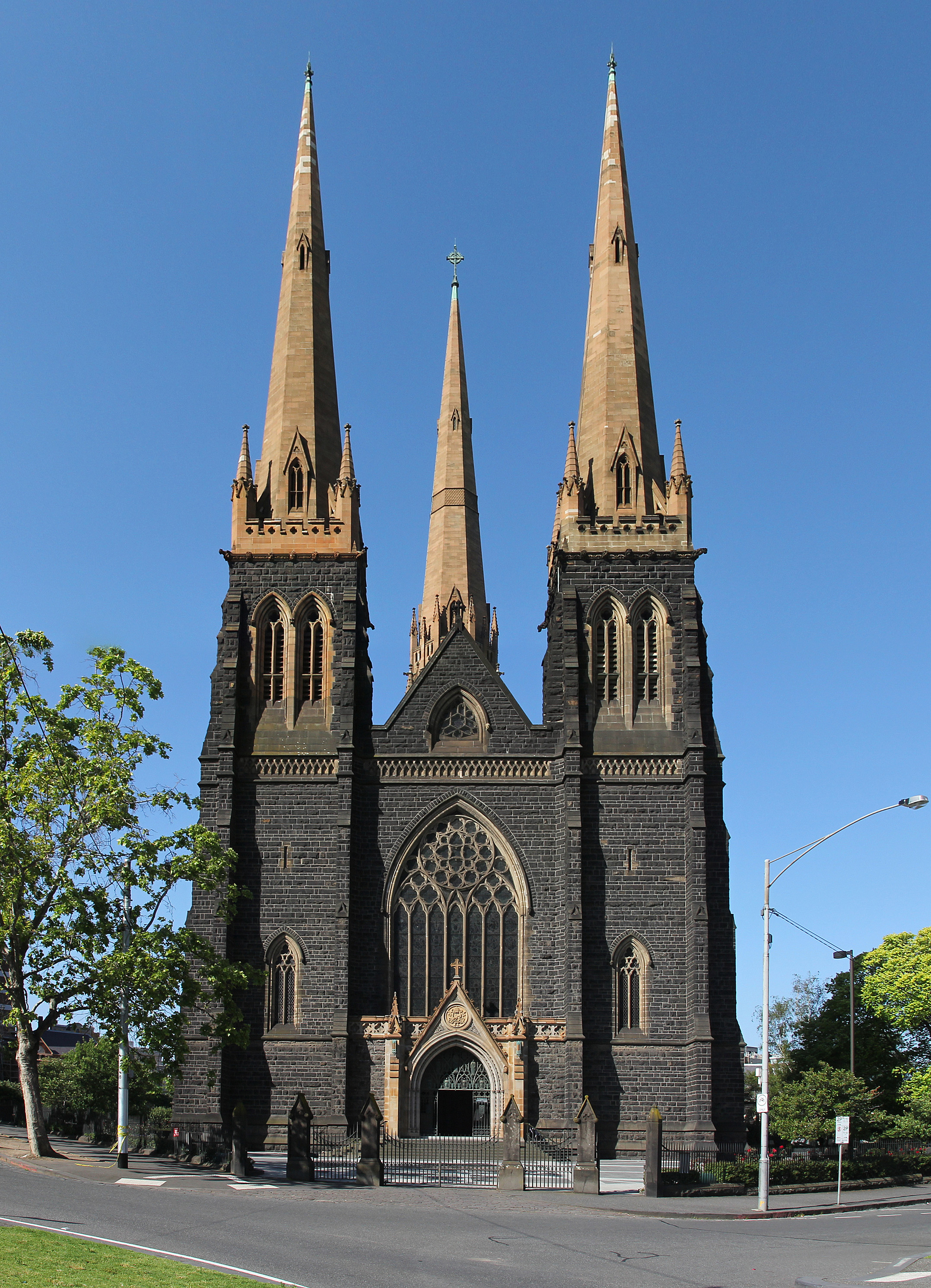
View of the main entrance to the cathedral